# Selección femenina de balonmano de España
La selección femenina de balonmano de España es el equipo formado por jugadoras de nacionalidad española, que representa a España a través de la Real Federación Española de Balonmano que la dirige, en las competiciones internacionales organizadas por la EHF, IHF y Comité Olímpico Internacional (COI).
España se ha proclamado entre otros éxitos, subcampeona mundial en Japón 2019, doble subcampeona continental en Macedonia 2008 y Croacia-Hungría 2014, además de bronce olímpico en Londres 2012.

## Historial

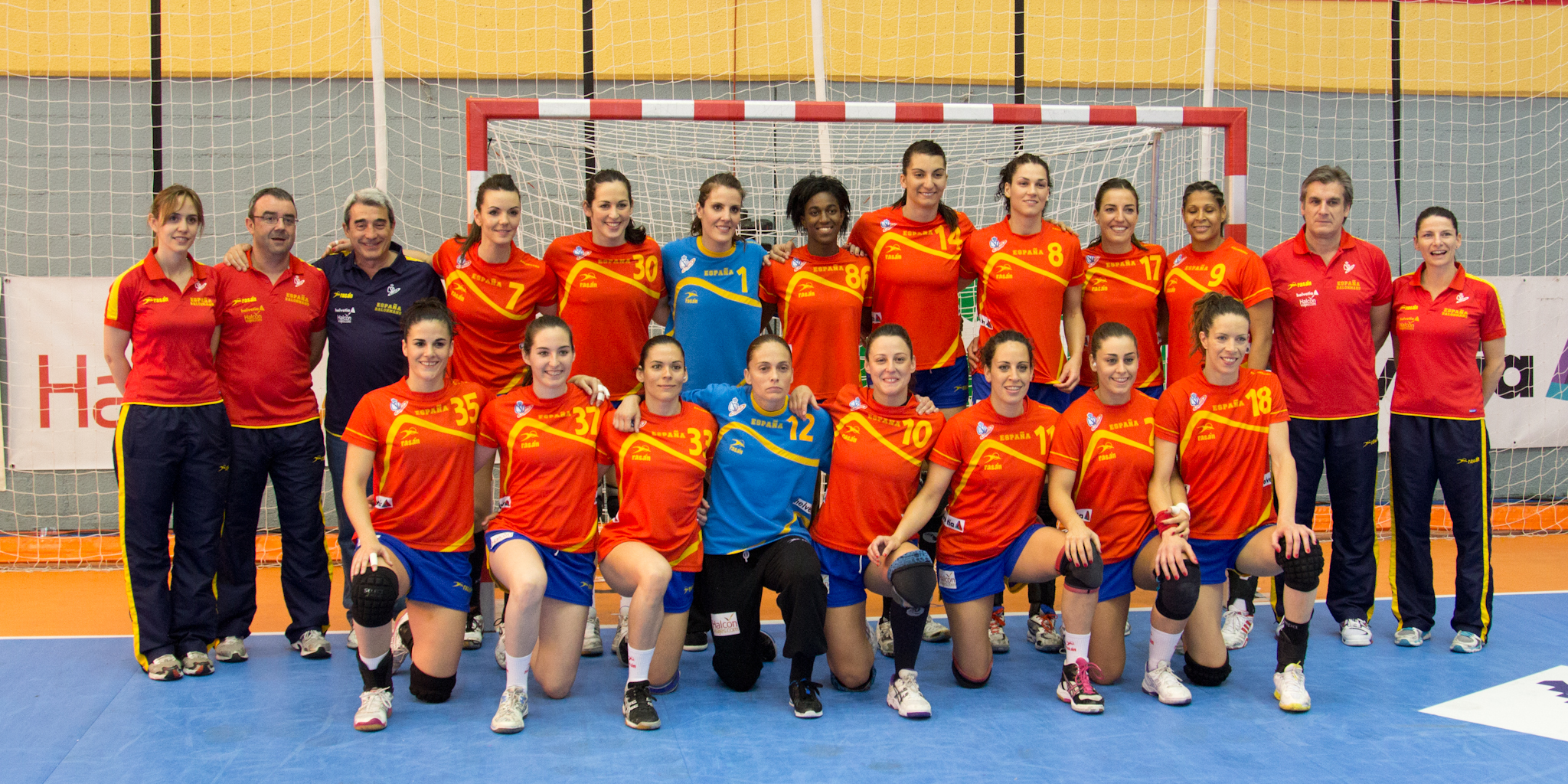
Selección nacional femenina en 2013.

### Juegos Olímpicos
| Juegos Olímpicos    |                   |              |              |              |              |              |              |              |
| Año                 | Ronda             | Posición     | PJ           | PG           | PE           | PP           | GF           | GC           |
| Montreal 1976       | No clasificó      | No clasificó | No clasificó | No clasificó | No clasificó | No clasificó | No clasificó | No clasificó |
| Moscú 1980          | No clasificó      | No clasificó | No clasificó | No clasificó | No clasificó | No clasificó | No clasificó | No clasificó |
| Los Ángeles 1984    | No clasificó      | No clasificó | No clasificó | No clasificó | No clasificó | No clasificó | No clasificó | No clasificó |
| Seúl 1988           | No clasificó      | No clasificó | No clasificó | No clasificó | No clasificó | No clasificó | No clasificó | No clasificó |
| Barcelona 1992      | Primera fase      | 7ª           | 3            | 0            | 0            | 3            | 50           | 68           |
| Atlanta 1996        | No clasificó      | No clasificó | No clasificó | No clasificó | No clasificó | No clasificó | No clasificó | No clasificó |
| Sídney 2000         | No clasificó      | No clasificó | No clasificó | No clasificó | No clasificó | No clasificó | No clasificó | No clasificó |
| Atenas 2004         | Cuartos de final  | 5ª           | 6            | 4            | 1            | 1            | 184          | 167          |
| Pekín 2008          | No clasificó      | No clasificó | No clasificó | No clasificó | No clasificó | No clasificó | No clasificó | No clasificó |
| Londres 2012        | Medalla de Bronce | 3ª           | 8            | 5            | 1            | 2            | 201          | 156          |
| Río de Janeiro 2016 | Cuartos de final  | 5ª           | 6            | 3            | 0            | 3            | 151          | 143          |
| Tokio 2020          | Primera fase      | 9ª           | 5            | 2            | 0            | 3            | 135          | 141          |
| París 2024          | Primera fase      | 12ª          | 5            | 0            | 0            | 5            | 111          | 143          |
| Total               | 6/12              | 11ª          | 33           | 14           | 2            | 17           | 832          | 818          |

### Campeonato Mundial
| Campeonato del Mundo             |                                               |                                               |                                               |                                               |                                               |                                               |                                               |                                               |
| Año                              | Ronda                                         | Posición                                      | PJ                                            | PG                                            | PE                                            | PP                                            | GF                                            | GC                                            |
| Yugoslavia 1957                  | No existía la Selección femenina de balonmano | No existía la Selección femenina de balonmano | No existía la Selección femenina de balonmano | No existía la Selección femenina de balonmano | No existía la Selección femenina de balonmano | No existía la Selección femenina de balonmano | No existía la Selección femenina de balonmano | No existía la Selección femenina de balonmano |
| Rumanía 1962                     | No existía la Selección femenina de balonmano | No existía la Selección femenina de balonmano | No existía la Selección femenina de balonmano | No existía la Selección femenina de balonmano | No existía la Selección femenina de balonmano | No existía la Selección femenina de balonmano | No existía la Selección femenina de balonmano | No existía la Selección femenina de balonmano |
| Hungría 1965                     | No existía la Selección femenina de balonmano | No existía la Selección femenina de balonmano | No existía la Selección femenina de balonmano | No existía la Selección femenina de balonmano | No existía la Selección femenina de balonmano | No existía la Selección femenina de balonmano | No existía la Selección femenina de balonmano | No existía la Selección femenina de balonmano |
| Paises Bajos 1971                | No participó                                  | No participó                                  | No participó                                  | No participó                                  | No participó                                  | No participó                                  | No participó                                  | No participó                                  |
| Yugoslavia 1973                  | No participó                                  | No participó                                  | No participó                                  | No participó                                  | No participó                                  | No participó                                  | No participó                                  | No participó                                  |
| URSS 1975                        | No clasificó                                  | No clasificó                                  | No clasificó                                  | No clasificó                                  | No clasificó                                  | No clasificó                                  | No clasificó                                  | No clasificó                                  |
| Checolovaquia 1978               | No clasificó                                  | No clasificó                                  | No clasificó                                  | No clasificó                                  | No clasificó                                  | No clasificó                                  | No clasificó                                  | No clasificó                                  |
| Hungría 1982                     | No clasificó                                  | No clasificó                                  | No clasificó                                  | No clasificó                                  | No clasificó                                  | No clasificó                                  | No clasificó                                  | No clasificó                                  |
| Paises Bajos 1986                | No clasificó                                  | No clasificó                                  | No clasificó                                  | No clasificó                                  | No clasificó                                  | No clasificó                                  | No clasificó                                  | No clasificó                                  |
| Corea del Sur 1990               | No clasificó                                  | No clasificó                                  | No clasificó                                  | No clasificó                                  | No clasificó                                  | No clasificó                                  | No clasificó                                  | No clasificó                                  |
| Noruega 1993                     | Fase de grupos                                | 15ª                                           | 3                                             | 0                                             | 0                                             | 3                                             | 38                                            | 62                                            |
| Austria 1995                     | No clasificó                                  | No clasificó                                  | No clasificó                                  | No clasificó                                  | No clasificó                                  | No clasificó                                  | No clasificó                                  | No clasificó                                  |
| Alemania 1997                    | No clasificó                                  | No clasificó                                  | No clasificó                                  | No clasificó                                  | No clasificó                                  | No clasificó                                  | No clasificó                                  | No clasificó                                  |
| Noruega y Dinamarca 1999         | No clasificó                                  | No clasificó                                  | No clasificó                                  | No clasificó                                  | No clasificó                                  | No clasificó                                  | No clasificó                                  | No clasificó                                  |
| Italia 2001                      | Octavos de final                              | 10ª                                           | 6                                             | 3                                             | 0                                             | 3                                             | 161                                           | 160                                           |
| Croacia 2003                     | Segunda fase                                  | 5ª                                            | 8                                             | 5                                             | 1                                             | 2                                             | 231                                           | 203                                           |
| Rusia 2005                       | No clasificó                                  | No clasificó                                  | No clasificó                                  | No clasificó                                  | No clasificó                                  | No clasificó                                  | No clasificó                                  | No clasificó                                  |
| Francia 2007                     | Segunda fase                                  | 10ª                                           | 7                                             | 3                                             | 1                                             | 3                                             | 192                                           | 197                                           |
| China 2009                       | Cuarto lugar                                  | 4ª                                            | 10                                            | 6                                             | 1                                             | 3                                             | 267                                           | 215                                           |
| Brasil 2011                      | Tercer lugar                                  | 3ª                                            | 9                                             | 7                                             | 0                                             | 2                                             | 247                                           | 201                                           |
| Serbia 2013                      | Octavos de final                              | 10ª                                           | 6                                             | 4                                             | 0                                             | 2                                             | 151                                           | 119                                           |
| Dinamarca 2015                   | Octavos de final                              | 12ª                                           | 6                                             | 3                                             | 0                                             | 3                                             | 169                                           | 120                                           |
| Alemania 2017                    | Octavos de final                              | 11ª                                           | 6                                             | 3                                             | 1                                             | 2                                             | 168                                           | 140                                           |
| Japón 2019                       | Subcampeona                                   | 2ª                                            | 10                                            | 7                                             | 1                                             | 2                                             | 303                                           | 250                                           |
| España 2021                      | Cuarto lugar                                  | 4ª                                            | 9                                             | 7                                             | 0                                             | 2                                             | 250                                           | 206                                           |
| Dinamarca, Noruega y Suecia 2023 | Segunda fase                                  | 13ª                                           | 6                                             | 4                                             | 0                                             | 2                                             | 166                                           | 144                                           |
| Alemania y Paises Bajos 2025     | Clasificada                                   | Clasificada                                   | Clasificada                                   | Clasificada                                   | Clasificada                                   | Clasificada                                   | Clasificada                                   | Clasificada                                   |
| Total                            | 11/25                                         | 13ª                                           | 80                                            | 48                                            | 5                                             | 27                                            | 2343                                          | 2017                                          |

### Campeonato Europeo
| Campeonato de Europa                                         |                                       |                                       |                                       |                                       |                                       |                                       |                                       |                                       |
| Año                                                          | Ronda                                 | Posición                              | PJ                                    | PG                                    | PE                                    | PP                                    | GF                                    | GC                                    |
| Alemania 1994                                                | No clasificó                          | No clasificó                          | No clasificó                          | No clasificó                          | No clasificó                          | No clasificó                          | No clasificó                          | No clasificó                          |
| Dinamarca 1996                                               | No clasificó                          | No clasificó                          | No clasificó                          | No clasificó                          | No clasificó                          | No clasificó                          | No clasificó                          | No clasificó                          |
| Paises Bajos 1998                                            | Primera fase                          | 12ª                                   | 5                                     | 0                                     | 1                                     | 4                                     | 107                                   | 126                                   |
| Rumanía 2000                                                 | No clasificó                          | No clasificó                          | No clasificó                          | No clasificó                          | No clasificó                          | No clasificó                          | No clasificó                          | No clasificó                          |
| Dinamarca 2002                                               | Primera fase                          | 13ª                                   | 3                                     | 0                                     | 2                                     | 1                                     | 76                                    | 80                                    |
| Hungría 2004                                                 | Segunda fase                          | 8ª                                    | 6                                     | 3                                     | 0                                     | 3                                     | 157                                   | 156                                   |
| Suecia 2006                                                  | Segunda fase                          | 9ª                                    | 6                                     | 3                                     | 0                                     | 3                                     | 150                                   | 149                                   |
| Macedonia 2008                                               | Subcampeona                           | 2ª                                    | 8                                     | 4                                     | 2                                     | 2                                     | 199                                   | 197                                   |
| Dinamarca y Noruega 2010                                     | Segunda fase                          | 11ª                                   | 6                                     | 2                                     | 0                                     | 4                                     | 143                                   | 142                                   |
| Serbia 2012                                                  | Segunda fase                          | 11ª                                   | 6                                     | 2                                     | 1                                     | 3                                     | 153                                   | 156                                   |
| Hungría y Croacia 2014                                       | Subcampeona                           | 2ª                                    | 8                                     | 5                                     | 0                                     | 3                                     | 200                                   | 191                                   |
| Suecia 2016                                                  | Segunda fase                          | 11ª                                   | 6                                     | 1                                     | 1                                     | 4                                     | 138                                   | 144                                   |
| Francia 2018                                                 | Segunda fase                          | 12ª                                   | 6                                     | 1                                     | 0                                     | 5                                     | 152                                   | 161                                   |
| Dinamarca 2020                                               | Segunda fase                          | 9ª                                    | 6                                     | 1                                     | 2                                     | 3                                     | 147                                   | 164                                   |
| Eslovenia, Macedonia y Montenegro 2022                       | Segunda fase                          | 9ª                                    | 6                                     | 1                                     | 1                                     | 4                                     | 146                                   | 167                                   |
| Hungría, Suiza y Austria 2024                                | Primera fase                          | 13ª                                   | 3                                     | 1                                     | 0                                     | 2                                     | 75                                    | 74                                    |
| Polonia, Rumanía, Eslovaquia, República Checa y Turquía 2026 | Proceso de clasificación por disputar | Proceso de clasificación por disputar | Proceso de clasificación por disputar | Proceso de clasificación por disputar | Proceso de clasificación por disputar | Proceso de clasificación por disputar | Proceso de clasificación por disputar | Proceso de clasificación por disputar |
| Total                                                        | 14/16                                 | 7ª                                    | 75                                    | 24                                    | 10                                    | 41                                    | 1873                                  | 1906                                  |

### Otros campeonatos
- Juegos Mediterráneos: (3) , (2) , (3)

## Jugadoras

### Última convocatoria
Lista de las jugadoras convocadas por el seleccionador nacional, Ambros Martín, para el Torneo Internacional de Manzanares.
| Dorsal | Posición          | Nombre                 | Edad       | Altura (m) | Peso (kg) | Partidos | Goles | Club                           |
| ------ | ----------------- | ---------------------- | ---------- | ---------- | --------- | -------- | ----- | ------------------------------ |
| 1      | Portera           | Nicole Wiggins         | 1/1/1997   | 1,78       | 64        | 39       | 3     | OGC Nice Handball              |
| 93     | Portera           | Nicole Morales         | 19/01/1999 | 1,72       | 65        | 13       | 1     | Atticgo Elche                  |
| 16     | Portera           | Merche Castellanos     | 21/07/1988 |            |           | 107      | 4     | Costa del Sol Málaga           |
| 34     | Central           | Alicia Fernández       | 21/12/1992 | 1,72       |           | 106      | 237   | CS Rapid de Bucarest           |
| 6      | Central           | Carmen Campos Costa    | 10/07/1995 | 1,71       |           | 83       | 192   | BV Borussia 09 Dortmund e.v.   |
| 23     | Lateral derecho   | Paula Arcos            | 21/12/2001 | 1,66       |           | 71       | 165   | CS Gloria 2018 Bistrita-Nasaud |
| 53     | Lateral derecho   | Seynabou Mbengue       | 14/10/1998 | 1,85       | 80        | 20       | 19    | CS Gloria 2018 Bistrita-Nasaud |
| 58     | Lateral derecho   | María Prieto O'Mullony | 3/10/1997  | 1,72       | 65        | 42       | 77    | Caja Rural Aula Valladolid     |
| 70     | Lateral izquierdo | Carmen Arroyo          | 03/03/2004 | 1,80       |           | 8        | 15    | Super Amara Bera Bera          |
| 19     | Lateral izquierdo | Ester Somaza           | 03/06/2004 | 1,77       |           | 18       | 33    | KH-7 Granollers                |
| 27     | Lateral izquierdo | Danila So Delgado      | 19/01/2001 | 1,73       | 67        | 29       | 80    | CS Gloria 2018 Bistrita-Nasaud |
| 67     | Central           | Elba Álvarez           | 26/05/2001 | 1,70       |           | 12       | 19    | Super Amara Bera Bera          |
| 52     | Extremo derecho   | Paulina Pérez Buforn   | 25/11/1997 | 1,67       |           | 27       | 67    | Conservas Orbe Zendal Porriño  |
| 53     | Extremo derecho   | Anne Erauskin          | 07/11/1998 | 1,69       |           | 9        | 19    | Super Amara Bera Bera          |
| 17     | Extremo izquierdo | Jennifer Gutiérrez     | 20/02/1995 | 1,69       |           | 117      | 294   | RK Krim Mercator               |
| 14     | Extremo izquierdo | Ona Vegué              | 9/7/1998   | 1,70       |           | 22       | 56    | HSG Blomberg-Lippe             |
| 68     | Pivote            | Lyndie Tchaptchet      | 13/01/2005 | 1,85       |           | 7        | 19    | Super Amara Bera Bera          |
| 54     | Pivote            | María Palomo           |            |            |           | 2        | 2     | Mecalia Atlético Guardés       |

## Jugadoras históricas

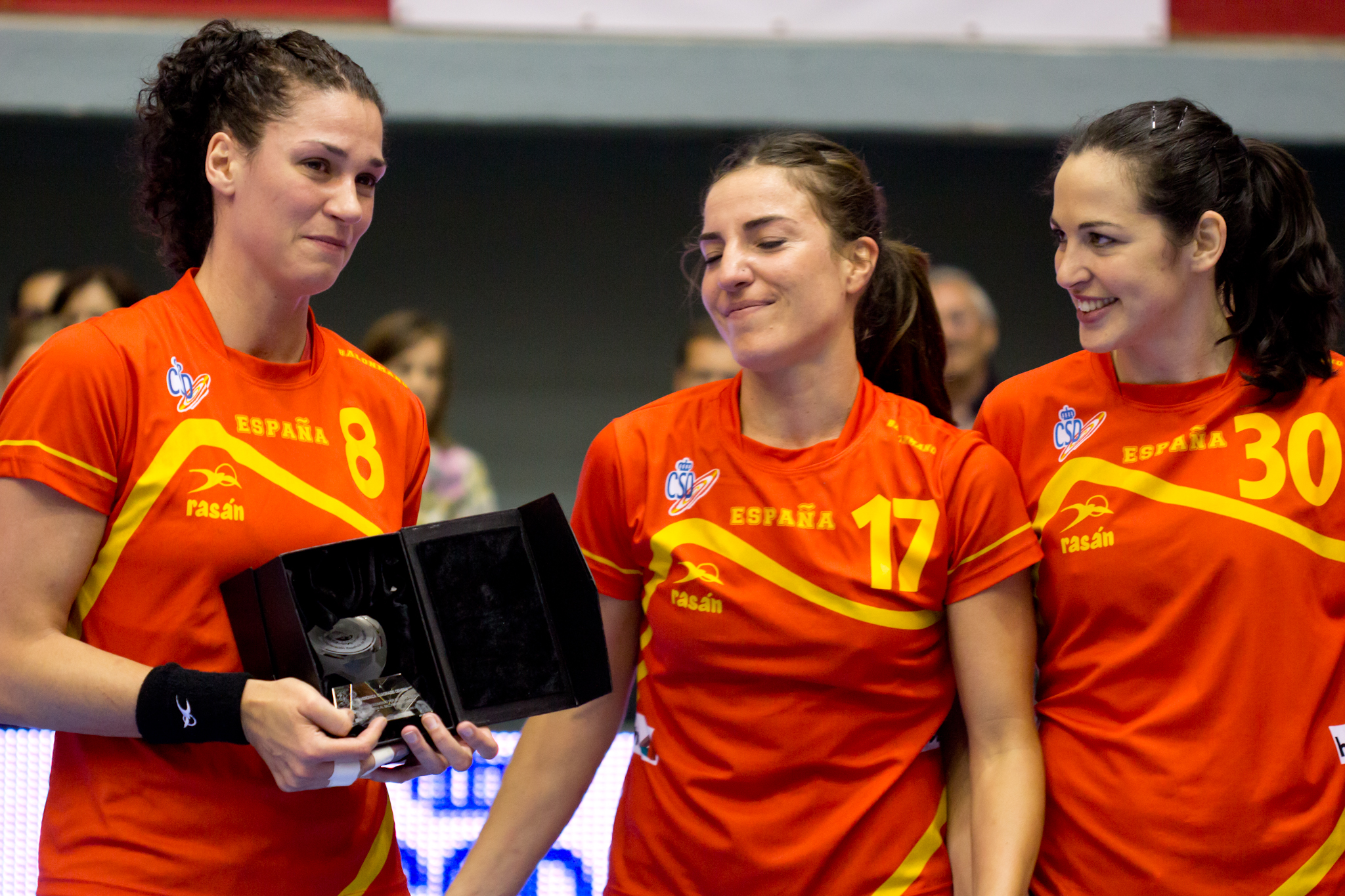
Homenaje a Verónica Cuadrado en 2013, décima jugadora española con más internacionalidades.

| Pos. | Jugadora                 | Partidos |
| ---- | ------------------------ | -------- |
| 1    | Marta Mangué             | 301      |
| 2    | Cristina Gómez           | 277      |
| 3    | Carmen Martín            | 250      |
| 4    | Silvia Navarro           | 249      |
| 5    | Macarena Aguilar         | 240      |
| 6    | Eli Pinedo               | 201      |
| 7    | Montserrat Puche         | 196      |
| 8    | Mª Eugenia Sánchez       | 195      |
| 9    | Eli Chavez               | 185      |
| 10   | Lara González            | 184      |
| 11   | Beatriz Fernández        | 182      |
| 12   | Begoña Fernández         | 181      |
| 13   | Verónica Cuadrado        | 180      |
| 14   | Nerea Pena               | 176      |
| 15   | Amaia Ugartamendía       | 175      |
| 16   | Noelia Oncina            | 174      |
| 17   | Elisabeth López Valledor | 171      |
| 18   | Alexandrina Barbosa      | 171      |
| 19   | Marta López              | 151      |
| 20   | Susana Pareja            | 143      |

| Pos. | Jugadora              | Goles |
| ---- | --------------------- | ----- |
| 1    | Marta Mangué          | 1034  |
| 2    | Cristina Gómez        | 897   |
| 3    | Carmen Martín         | 866   |
| 4    | Alexandrina Barbosa   | 750   |
| 5    | Montserrat Puche      | 736   |
| 6    | Macarena Aguilar      | 638   |
| 7    | Nerea Pena            | 595   |
| 8    | Susana Fraile         | 411   |
| 9    | Noelia Oncina         | 406   |
| 10   | Natalia Morskova      | 396   |
| 11   | Begoña Fernández      | 395   |
| 12   | Amaia Ugartamendía    | 382   |
| 13   | Beatriz Fernández     | 380   |
| 14   | Vicenta Cano          | 364   |
| 15   | Marta López           | 348   |
| 16   | Nely Carla Alberto    | 346   |
| 17   | Dolores Ruiz de Assín | 329   |
| 18   | Raquel Vizcaíno       | 320   |
| 19   | Jennifer Gutiérrez    | 294   |
| 20   | Mercedes Fuertes      | 292   |

Nota: En negrita las jugadoras en activo.

## Seleccionadores históricos

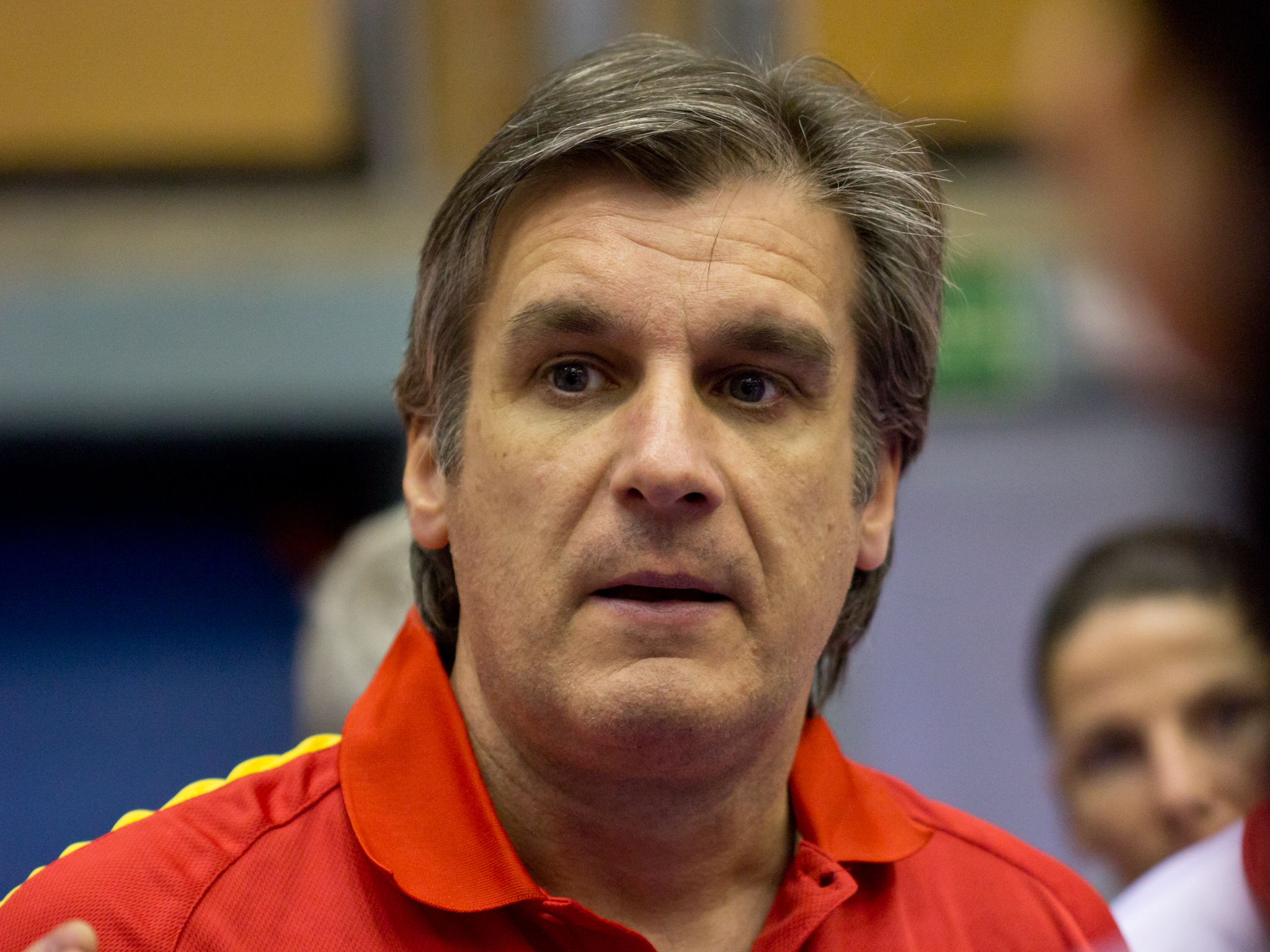
Jorge Dueñas, seleccionador con mayor número de partidos dirigidos.

Listado de todos los seleccionadores nacionales:
| Nombre                  | Nº internacionalidades | Años      |
| ----------------------- | ---------------------- | --------- |
| Jorge Dueñas            | 218                    | 2007-     |
| Francisco Sánchez       | 145                    | 1986-1992 |
| Juan Francisco Oliver   | 57                     |           |
| Miguel Ángel Florido    | 55                     | -2007     |
| José Francisco Aldeguer | 45                     | 2002-2004 |
| Cristina Mayo           | 41                     |           |
| Luis Carlos Torrescusa  | 25                     | 1998–2000 |
| Antonio Roncero         | 21                     |           |
| Domingo Bárcenas        | 17                     |           |
| Carlos Viver            |                        | 2017-2021 |
| Julián Ruiz             | 14                     | 1997-98   |
| César Argilés           | 7                      | 1981-1982 |
| Jesús Alcalde           | 5                      |           |
| Emilio Alonso           | 2                      |           |
| Ernesto Enríquez        | 2                      |           |
| José Ignacio Prades     |                        | 2022-2023 |
| Ambros Martín           |                        | 2023-     |

## Categorías inferiores
| Selección júnior - Campeonato Mundial Júnior: - Semifinalista (2): 2001, 2008 - Campeonato Europeo Júnior: - Subcampeona (2): 2007, 2025 - Tercer puesto (1): 2002 | Selección juvenil - Campeonato Mundial Juvenil: - Campeona (1): 2024 - Campeonato Europeo Juvenil: - Campeona (1): 1997 - Subcampeona (1): 2007 |